# Station Wojsławice
Station Wojsławice is een spoorwegstation in de Poolse plaats Wojsławice.